# Die letzte Droschke von Berlin
Die letzte Droschke von Berlin är en tysk stumfilm från år 1926, regisserad av Carl Boese.

## Handling
Året är 1926 i Weimarrepublikens Tyskland och taxibilarna gör entré på Berlins gator. Detta innebär att många droskkuskar hotas av arbetslöshet. Droskägaren Gottlieb Lüdeckes levebröd är i fara och hans dotter Margot förlovar sig med en ung taxichaufför.